# Onthophagus subdivisus
Onthophagus subdivisus là một loài bọ cánh cứng trong họ Bọ hung (Scarabaeidae).